# Alcis nuristana
Alcis nuristana är en fjärilsart som beskrevs av Edward P. Wiltshire 1967. Alcis nuristana ingår i släktet Alcis och familjen mätare. Inga underarter finns listade i Catalogue of Life.